# Morton Stevens
Morton Stevens (30 de enero de 1929 - 11 de noviembre de 1991) fue un compositor estadounidense de música cinematográfica. En 1965, se convirtió en director de música para las operaciones de CBS de la Costa Oeste. Es conocido por haber compuesto la música del tema para Hawaii Five-O, una serie televisiva que ganó dos Premios Emmy (en 1970 y 1974). Además, estuvo nominado siete veces más para trabajar en programas televisivos, incluyendo las series Gunsmoke y La mujer policía.  Su profesor fue el compositor y ganador de Premios Óscar, Jerry Goldsmith, con quien frecuentemente colaboró en otros proyectos.

## Biografía
Stevens se graduó de la Escuela Juilliard en 1950, y unos cuantos años después comenzó a trabajar como arreglista/director para Sammy Davis Jr. Después de que George Rhodes, que fue el director de Sammy Davis falleciera en 1985, Stevens estuvo entre los que desempeñaban ese papel  esporádicamente hasta que Davis falleció en 1990. En sus últimos años, Stevens trabajó como director de orquestas para otras leyendas de Las Vegas, incluyendo Jerry Lewis, y fue director musical de la gira "Rat Pack" con Davis, Frank Sinatra, Dean Martin, y —después de que Martin renunciase —Liza Minnelli. Su tema clásico para Hawaii Five-O se volvió a grabar para el remake de 2010 de la serie televisiva.
Su trabajo cinematográfico incluyó partituras para películas y películas de televisión como  Wild and Wonderful (1964), The Spy with My Face (1965), Deadly Harvest (1972), The Strangers in 7A(1972), The Horror at 37,000 Feet (1973), The Disappearance of Flight 412 (1974), Code Name: Diamond Head (1977), Wheels (1978), The One Man Jury (1978), Women in White (1979), They Still Call Me Bruce (1987), Act of Piracy (1988) y con Jerry Lewis el filme Difícilmente Laborable (1980), Slapstick of Another Kind (1982) y Cracking Up (1983).Además de "Hawaii Five-O", él también trabajó en la exitosa serie de televisión de CBS de la década de 1960 que trata una isla, de una clase diferente: "Gilligan´s Island", 1964-1967, como uno de los pocos compositores antes mencionados, frecuente compañero de trabajo de Jerry Goldsmith, John Williams, Gerald Fried, Billy May, y otros compositores. Stevens murió de cáncer pancreático en Encino, California en la edad de 62 años.